# (3673) Levy
Pour les articles homonymes, voir Lévy.
(3673) Levy est un astéroïde de la ceinture principale découvert le 22 août 1985 par l'astronome américain Edward L. G. Bowell. En décembre 2007, les astronomes ont découvert que (3673) Levy est un astéroïde binaire ayant un satellite qui possède environ 28 % de sa taille et qui orbite en 21,6 heures.
L'astéroïde a été nommé en honneur à l'astronome amateur canadien David H. Levy.